# James Walker (ingénieur)
Pour les articles homonymes, voir James Walker et Walker.
James Walker (14 septembre 1781 - 8 octobre 1862) est un ingénieur civil  écossais influent de la première moitié du XIXe siècle.

## Biographie
Walker est né à Falkirk en Écosse. Vers 1800, il devient l'apprenti de son oncle Ralph Walker, avec qui il acquiert de l'expérience en travaillant sur la conception et la construction des docks des Indes Occidentales (en) et Indes Orientales (en) à Londres. Autour de 1810, il travaille, toujours à Londres, sur les Surrey Commercial Docks. Il reste ingénieur à la Surrey Commercial Dock Company jusqu'à sa mort en 1862.
Associé de Thomas Telford, il lui succède en tant que président de l'Institution des ingénieurs civils, siégeant de 1834 à 1845. Il a également été ingénieur en chef de Trinity House, d'où sa participation considérable à l'ingénierie côtière et des phares.

## Projets et autres travaux
Walker travaille sur d'autres projets tels que :
- Greenland Dock (en), Londres (c.1808 - c.1862)
- Regent's Bridge (aujourd'hui Vauxhall Bridge), Londres (1816, depuis démoli)
- Phare de Start Point, Devon (1836)
- Conseils sur l'alignement du Hereford and Gloucester Canal (en) (1838)
- Amélioration du port d'Aberdeen (1838)
- Phare de South Bishop, sur l'île d'Emsger (1839)
- Phare de Wolf Rock (1840 - 1862)
- Phare de Bishop Rock (1858)
- Phare de Needles
- Achèvement du Canal calédonien (1838-1848)
- Brise-lames d'Alderney, Channel Islands (1847)
- Port de St Catherine, Jersey, Channel Islands (1847-1856)
- Amélioration de la navigation sur la Tyne (1853-1861)

Walker a également participé à la conception d'un quai dans le port de Hambourg (1845, avec William Lindley et Heinrich Hübbe). 
Un monument à la mémoire des Walker a été commandé par l'Institution of Civil Engineers placé au Groenland Dock et a été inauguré en 1990.